# Iphiaulax tauricus
Iphiaulax tauricus är en stekelart som beskrevs av Shestakov 1927. Iphiaulax tauricus ingår i släktet Iphiaulax och familjen bracksteklar. Inga underarter finns listade i Catalogue of Life.